# Romna tenera
Romna tenera är en insektsart som beskrevs av Alan C. Eyles 1998. Romna tenera ingår i släktet Romna och familjen ängsskinnbaggar. Inga underarter finns listade i Catalogue of Life.